# Michel Delaporte

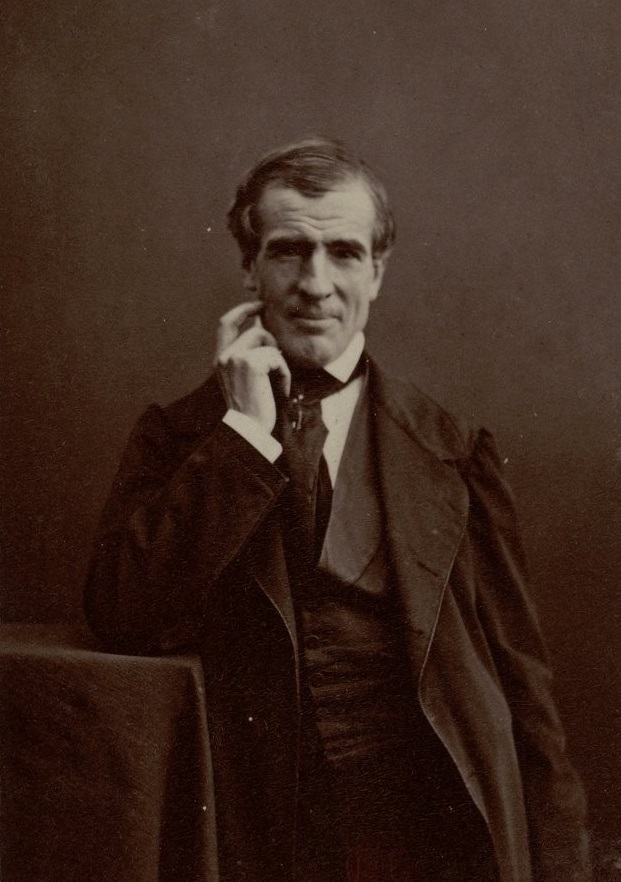
Michel Delaporte

Michel Delaporte (* September 1806 in Paris; † 30. September 1872), mit vollem Namen Pierre-Michel Delaporte, war ein französischer Bühnendichter, politischer Karikaturist und Illustrator.

## Biographie
Nach seiner Schulzeit am College d’Amiens begann Delaporte 1824 seine Ausbildung bei Jean-Baptiste Regnault. Dort lerne er das Herstellen von Lithographien, den Entwurf und das Anlegen von Bildern sowie die Kunst des Scherenschnitts. Im Anschluss an seine Ausbildung arbeitete Delaporte unter anderem für das Journal La Caricature, für das er Karikaturen entwarf und auch die Lithographien anfertigte. Außer seiner eigenen Arbeiten setzt er auch Karikaturen anderer Künstler, wie z. B. Frédéric Bouchot, als Lithographie um.
Ab 1835 begann er, neben seiner Tätigkeit als Karikaturist, Bühnenstücke zu schreiben. Eines seiner Ersten war La Fille de l’air dans son ménage, das er mit dem damals sehr bekannten Schauspieler Charles-Honoré Rémy verfasste. Dieses wurde 1837 im Théâtre des Folies-Dramatiques uraufgeführt. In der Folge verfasste er viele Vaudevilles, meist mit anderen Autoren zusammen. Delaporte schrieb auch etliche Libretti. Sein bekanntestes ist Monsieur et Madame Denis, zu dem Jacques Offenbach die Musik schrieb.
In den Jahren 1852 bis 1853 veröffentlichte Delaporte politische Karikaturen im Journal La Charche, war aber gezwungen, diesen Teil seiner Karriere aufzugeben, da er am Grauen Star erkrankt war und seine Sehfähigkeit nicht mehr ausreichte. Sein letztes Bühnenstück hatte 1869 Uraufführung.

## Werke (Auswahl)

### Vaudevilles
- La Fille de l’air dans son ménage, Théâtre des Folies-Dramatiques, 1837
- L’Amour d’un ouvrier, Gymnase dramatique, 1841
- Ah ! que l’amour est agréable!, Théâtre du Palais-Royal, 1847
- Rose la fruitière, Théâtre du Palais-Royal, 1857
- Le Dernier des Gaillard, Théâtre du Palais-Royal, 1867

### Libretti
- La Samaritaine, Théâtre des Variétés, 1845
- Il n’y a plus de grisettes, Théâtre des Variétés, 1851
- Méphistophélès, Théâtre des Variétés, 1858
- Monsieur et Madame Denis, Théâtre des Bouffes-Parisiens, 1862
- Le marquis d’Argentcourt, Théâtre des Variétés, 1867